# Джовани I Малатеста ди Соляно
Вижте пояснителната страница за други личности с името Джовани.
Джовани I Малатеста ди Соляно или Джовани II Малатеста († 23 април/20 септември 1299) е родоначалник на кадетския клон Малатеста от Соляно на рода Малатеста и чрез брак граф на Соляно (1255 – 1299), гибелин, както и господар на Пенабили, Верукио, Ронкофредо, Скортиката, Поджо дей Берни, Чола дей Малатести, Монтеджели, Ронтяно, Савиняно ди Риго, Пиетра дел'Узо, Монтебело, Монтепетра и Стригара в Романя.

## Произход
Той е син на Рамберто Малатеста († 1248), съветник на Комуна Римини, господар на Пенабили, Верукио, Ронкофредо, Скортиката, Поджо дей Берни и т.н., и на съпругата му Ренгарда Малабока. Негов дядо по бащина линия е Джовани I Малатеста, господар на Пенабили, Верукио и т.н., а по майчина – Гуидо Малабока, граф на Банякавало.

## Биография
Той наследява баща си през 1248 г. като господар на горепосочените феоди. През 1255 г. става суверенен граф на Соляно чрез брак с богата наследницата на семейството, от което идват графовете Да Монтефелтро, графовете Карпеня и господарите Дела Фаджола. През 1276 г. е подест на Форли. В края на века продава феода Стригара.

## Брак и потомство
∞ за наследница на Графство Соляно – имперски феод, от която има трима сина – графове на Соляно:
- Гулиелмо I Малатеста ди Соляно (* 14 век, † ок. 1316)
- Рамберто I Малатеста ди Соляно († 1348)
- Малатеста I (Малатестино) Малатеста ди Соляно († пр. 1352)